# Jupí
Jupí (2014) je hudební album, na kterém se objevují nahrávky písní, jejichž text sepsal Zdeněk Svěrák a hudbu k nim vytvořil Jaroslav Uhlíř. Součástí alba je též píseň „Když si tě dívko představím“, jež pro film Tři bratři nazpíval Tomáš Klus, a skladba „Zlatý voči“ nazpívaná do pohádky Láska Rohatá Vojtěchem Dykem.

## Seznam písniček
Album obsahuje tyto písně:
1. „Mateřinky“
2. „Buřtík a Špejlička“
3. „Angličtina“
4. „Snídaně“
5. „Prší“
6. „Copánek“
7. „Stožáry (vysokého napětí)“
8. „Plovárna“
9. „Lampař“
10. „Starý sako“
11. „Když sovy loví“
12. „Jupí“
13. „Když si tě dívko představím“
14. „Zlatý voči“
15. „Zlatý voči“ (instrumentální nahrávka)